# Реконвилье
Реконвилье (фр. Reconvilier) — коммуна в Швейцарии, в кантоне Берн.
Входит в состав округа Мутье. Население составляет 2265 человек (на 31 декабря 2006 года). Официальный код — 0703.

## Известные уроженцы
- Жорж Швицгебель — швейцарский аниматор, художник и дизайнер, лауреат международных кинофестивалей.